# 松平一郎
松平 一郎（まつだいら いちろう、1907年（明治40年）11月15日 - 1992年（平成4年）12月24日）は、日本の銀行家。会津松平家の分家当主で、東京銀行、カリフォルニアファーストバンクの各会長。 秩父宮雍仁親王妃勢津子は妹、徳川宗家第18代当主の徳川恒孝は次男。

## 経歴
松平容保の六男松平恆雄、鍋島直大の四女信子の長男としてイギリスのロンドンで生まれる。成蹊中学、水戸高を経て、1932年（昭和7年）に東京帝国大学文学部支那哲学科を卒業。さらに同大学経済学部にも学ぶ。この間の1928年（昭和3年）に勢津子（節子）が秩父宮雍仁親王に嫁いだ。1934年（昭和9年）、横浜正金銀行に入行し本店勤務となるが、近衛歩兵第1連隊で兵役に就き、陸軍少尉に任官している。翌年12月の除隊直後に、徳川宗家17代当主徳川家正の長女豊子と結婚した。媒酌は近衛文麿夫妻である。正銀の天津支店勤務を経て1939年（昭和14年）にサンフランシスコ支店に移る。翌々年に大東亜戦争（太平洋戦争）が勃発すると抑留を受け、各地の収容所を転々とした。交換船によって帰国後、本店勤務を経て昭南（シンガポール）支店に赴任。日本の敗戦の際は再び収容所生活を送った。
正金銀行が廃止されると、その後継銀行である東京銀行に勤務し、1952年（昭和27年）にはロンドン支店開設のためイギリスに赴任。帰国後は日比谷支店長となるが、1958年（昭和33年）には取締役支店長として再びロンドンに赴き、約4年在勤している。1973年（昭和48年）に会長職を退任後は相談役として経営に携わる。カリフォルニア・ファーストバンク会長の在任は24年におよび退任は1978年（昭和53年）である。
社会の一線を引いた後はロータリアンとして世界各国や日本国内を夫婦で訪れ、財団管理委員、本部理事などを務めている。日本フィンランド協会会長ほか諸団体の役員でもあった。会津会名誉会員。

## 親族
- 祖父：松平容保（会津藩主）
- 父：松平恆雄（宮内大臣、参議院議長）
- 母：松平信子（佐賀藩主鍋島直大四女）
- 妹：雍仁親王妃勢津子（秩父宮雍仁親王妃）
- 妹：徳川正子（尾張徳川家第20代当主徳川義知夫人）
- 弟：松平次郎（早世）
- 妻：徳川豊子（徳川宗家第17代当主徳川家正長女）
  - 長男：松平恒忠（日本航空ロンドン支店長[6]、日本フィンランド文化友好協会会長[7]）
  - 次男：徳川恒孝（徳川宗家第18代当主、日本郵船副社長）
    - 孫：徳川家広

  - 三男：松平恒和（KDDI常務）